# نت لوفتهوس
نت لوفتهوس (به انگلیسی: Nat Lofthouse) زادهٔ ۲۷ اوت ۱۹۲۵ بازیکن فوتبال اهل انگلستان بود که سابقهٔ بازی در تیم ملی فوتبال انگلستان را در کارنامهٔ خود دارد. وی در تاریخ ۲۲ نوامبر ۱۹۵۰ نخستین بازی ملی خود را در مقابل تیم ملی فوتبال یوگسلاوی انجام داد و با حضور در ۳۳ بازی ملی، در تاریخ ۲۶ نوامبر ۱۹۵۸ واپسین بازی ملی‌اش را در برابر تیم ملی فوتبال ولز برگزار کرد.
این بازیکن توانسته در بازی‌های ملی، ۳۰ گل به ثمر برساند.